# Dietrich Kötzsche
Dietrich Kötzsche (* 3. Juli 1930 in Berlin; † 20. Januar 2008 ebenda) war ein deutscher Kunsthistoriker.
Das Abitur legte er 1949 an der Ulrich-von-Hutten-Oberschule in Berlin-Lichtenrade ab. Zunächst absolvierte er ein Volontariat an den Staatlichen Museen zu Berlin (Ost), wo er bald darauf Wissenschaftlicher Mitarbeiter wurde. Zum Wintersemester 1950/51 nahm er an der Humboldt-Universität zu Berlin das Studium der Kunstgeschichte, Christlichen Archäologie und Klassischen Archäologie auf, das er 1954 mit dem Diplom abschloss; danach arbeitete er erneut als Wissenschaftlicher Mitarbeiter an den Ostberliner Museen. Ende 1958 beendete er diese Tätigkeit und studierte ab dem Sommersemester 1959 an der Universität Bonn. 1963 bis 1965 war er Wissenschaftlicher Sekretär der Europarats-Ausstellung »Karl der Große«. Zum 1. Januar 1966 übernahm er die Vertretung einer Assistentenstelle am Bonner Kunsthistorischen Institut. Im Juli 1969 wurde er bei Herbert von Einem zum Dr. phil. promoviert. Nach kurzer Tätigkeit am Suermondt-Museum in Aachen ging er 1971 an das Kunstgewerbemuseum Berlin, wo er, zuletzt als Hauptkustos, bis zu seiner Pensionierung 1995 wirkte; zugleich war er Honorarprofessor an der Technischen Universität Berlin.
Sein hauptsächliches Forschungsgebiet war die Goldschmiedekunst des  Mittelalters, besonders die des Rhein-Maas-Gebiets im 12. Jahrhundert, wo er zu den international anerkannten Fachleuten zählte.

## Schriften (Auswahl)

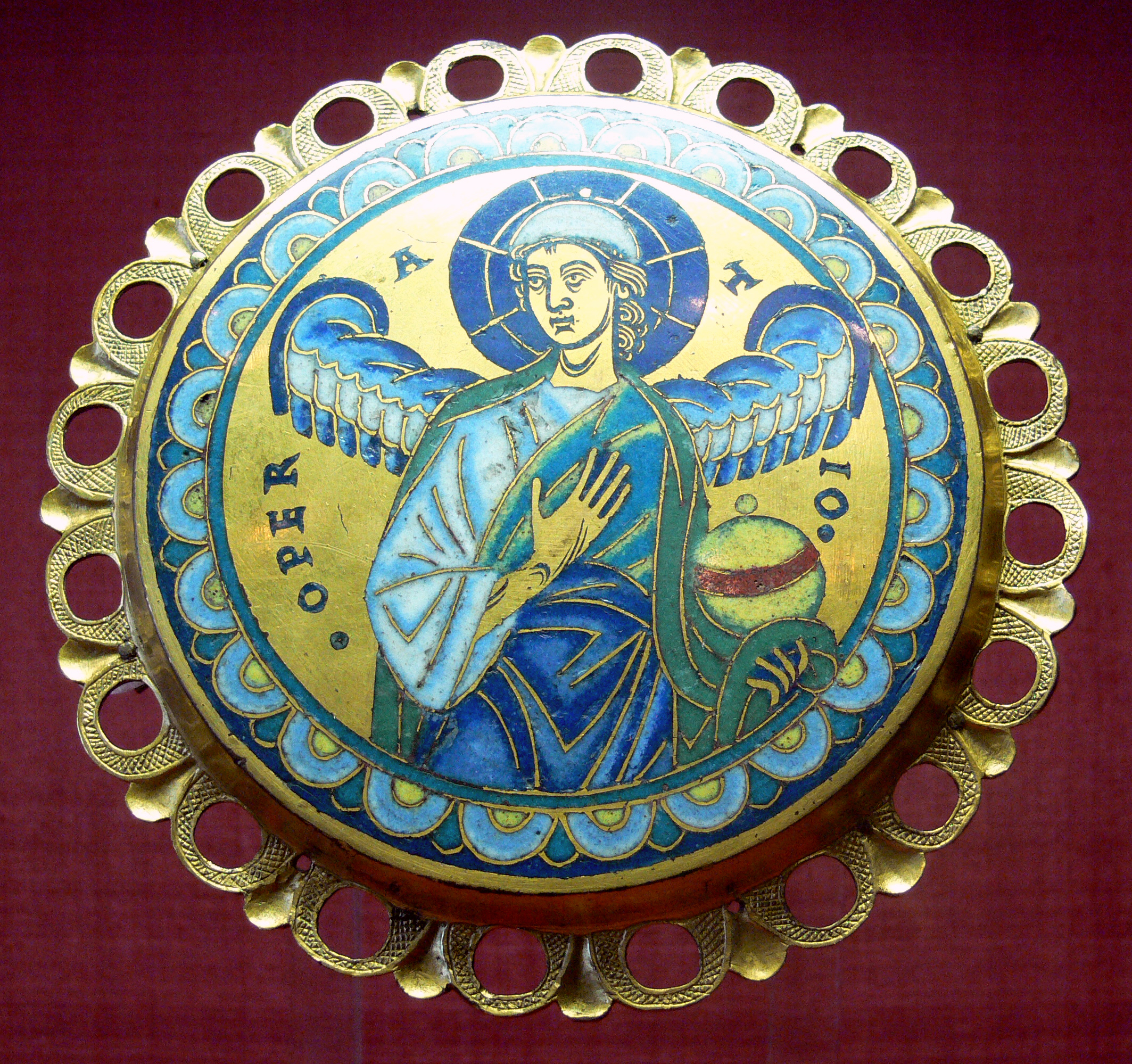
Medaillon mit Darstellung der OPERATIO vom ehemaligen Retabel des hl. Remaklus im Kloster Stablo; Maasland, um 1150, Grubenschmelz auf Kupfer, vergoldet; Kunstgewerbemuseum Berlin

- Darstellungen Karls des Großen in der lokalen Verehrung des Mittelalters, in: Karl der Große. Lebenswerk und Nachleben Bd. 4 (Berlin 1966), S. 157–214
- Der Welfenschatz im Berliner Kunstgewerbemuseum. Berlin 1973 (Bilderhefte der Staatlichen Museen Preußischer Kulturbesitz 20/21)
- Der Schrein des heiligen Viktor im Dom zu Xanten. Bonn 1978 (= Dissertation, mit Lebenslauf)
- Das Medaillon mit der OPERATIO vom Remaklus-Retabel in Stablo. Berlin, Stiftung Preußischer Kulturbesitz 1979
- Das Evangeliar Heinrichs des Löwen. In: Das Evangeliar Heinrichs des Löwen. Hannover 1984, S. 39–72
- Der Buchdeckel des Quedlinburger Evangeliars. In: Das Samuhel-Evangeliar aus dem Quedlinburger Dom. Ausstellung 17. Januar–27. Februar 1991. Berlin, Kulturstiftung der Länder 1991, S. 43–50 (Patrimonia 25)
- (Hrsg.), Das Evangeliar Heinrichs des Löwen. Kommentar zum Faksimile. Frankfurt a. M., Insel 1989
- (Hrsg.), Der Quedlinburger Schatz wieder vereint. Katalog zur Ausstellung im Kunstgewerbemuseum, Staatliche Museen zu Berlin – Preußischer Kulturbesitz, 31. Oktober 1992–30. Mai 1993. Berlin, Ars Nicolai 1992
- zusammen mit Lothar Lambacher, mit Beiträgen von Hannah Moland und Hans-Werner Pape: Höhepunkte romanischer Schatzkunst. Die Kuppelreliquiare in London und Berlin und ihr Umkreis. Katalog zur Ausstellung im Kunstgewerbemuseum der Staatlichen Museen zu Berlin, 16. September–19. November 2006, Kunstgewerbemuseum, Staatliche Museen zu Berlin. Berlin, Kunstgewerbemuseum 2006